# Störitz
Störitz ist ein bewohnter Gemeindeteil im Ortsteil Spreeau der Gemeinde Grünheide (Mark) im Landkreis Oder-Spree in Brandenburg.

## Geografische Lage

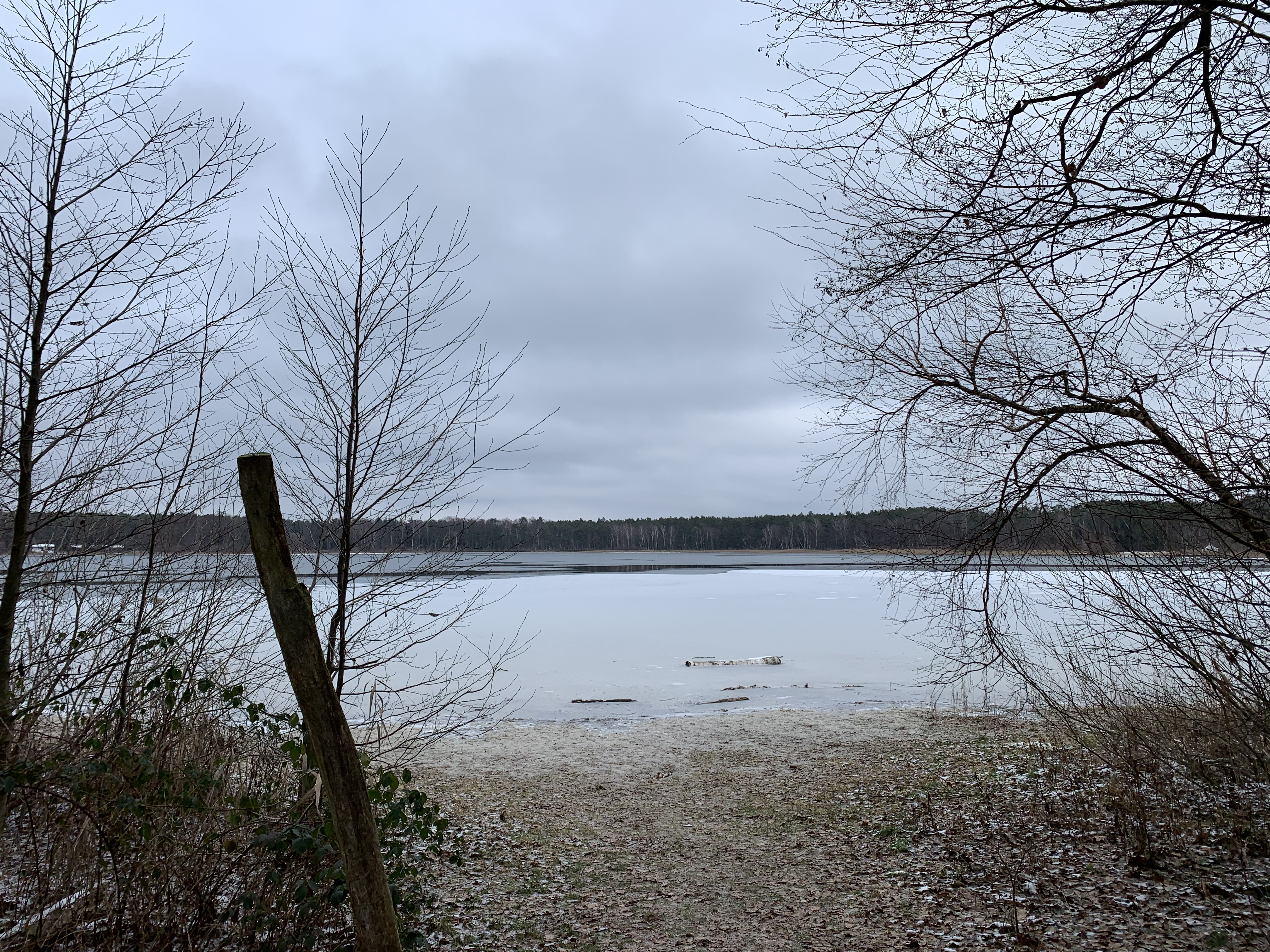
Störitzsee

Der Gemeindeteil liegt südwestlich von Spreeau am südöstlichen Ufer des Störitzsees. Der Ortsteil befindet sich mitten in der Rüdersdorfer Heide. Rund einen halben Kilometer nordnordwestlich befindet sich der Wohnplatz Wilhelmsaue, östlich der weitere Gemeindeteil Spreewerder. Die Spree fließt südlich des Gemeindeteils von Osten kommend in westlicher Richtung vorbei. Südlich der Spree liegt der Spreenhagener Ortsteil Hartmannsdorf.

## Geschichte
Der Ort erschien indirekt als der Teerschweler Christian Stein aus Sieverslake das Amt Rüdersdorf ansprach. Er betrieb im Jahr 1764 am Störitzsee einen Krug und bat, darum, die Kruggerechtigkeit am Steritz bzw. am Staeritzsee übertragen zu bekommen. Außerdem ersuchte er das Recht zu erhalten, Personen zu beherbergen. Er erhielt schließlich eine erbliche Überlassung. Im Jahr 1782 hatte der Besitzer gewechselt. Ein Herr Baschin war nun der Eigentümer, der bei der kurmärkischen Kammer darum bat, Forstland zu erhalten.
Die Gaststätte erschien erneut im Jahr 1801 als „1 1⁄4 Meile von Rüdersdorf in dem Rüderdorfer Forst“ gelegen. Dort lebte eine Familie mit fünf Personen, die eine Feuerstelle betrieb. Im Jahr 1817 war lediglich von einem Krug die Rede; dort lebten nur noch vier Personen. Bis 1840 war neben dem Wohnhaus auch ein Forsthaus entstanden. Es war dem Schutzbezirk Storkowfort des Forstreviers Rüdersdorf unterstellt; im Dorf lebten mittlerweile wieder sieben Personen (1858) in einem Wohn- und zwei Wirtschaftsgebäuden (1860). Im Jahr 1869 wurden – offenbar erfolglose – Mutungen im Forstrevier durchgeführt.
Der Gutsbezirk kam im Jahr 1899 zur Oberförsterei Erkner und wurde 1929 in die Gemeinde Spreeau eingemeindet. Dort war er 1932 und 1957 ein Wohnplatz von Spreeau. Im Jahr 1969 bestand in Störitz die Revierförsterei des Staatlichen Forstwirtschaftsbetriebs Hangelsberg.
Im 21. Jahrhundert befindet sich am See ein Kinder-, Jugend- und Feriencamp. Seit den 1990er-Jahren ist der Ort Ausgangspunkt für einen 100-km-Lauf.